# فهد حدید
فهد حدید (عربی: فهد سالم حديد عبيد غريب؛ زادهٔ ۷ ژوئیهٔ ۱۹۹۳) یک بازیکن فوتبال اهل امارات متحده عربی است.
از باشگاه‌هایی که در آن بازی کرده‌است می‌توان به النصر، تیم ملی فوتبال امارات متحده عربی، الشارجه، و الوصل اشاره کرد.
وی همچنین در تیم‌های ملی فوتبال UAE U17 UAE U20 بازی کرده است.